# 1628 w polityce

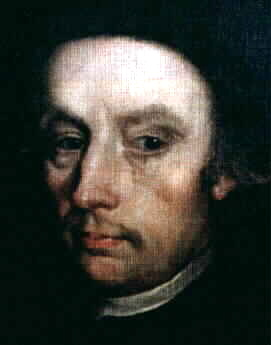
Edmund Arrowsmith

Wydarzenia polityczne w 1628 roku.

## Wydarzenia
- Wojska królewskie kierowane przez kardynała Armanda Richelieu[1] zdobyły hugenocką twierdzę La Rochelle.

## Zmarli
- 18 lipca Jan Fryderyk, książę Wirtembergii[2].
- 18 sierpnia Edmund Arrowsmith, angielski jezuita, męczennik[3].